# Patrick Bijnens
Patrick Bijnens (28 augustus 1962) is een Belgisch voormalig voetballer die speelde als verdediger.

## Carrière
Bijnens speelde voor KFC Winterslag, KRC Genk en RFC Sérésien.